# Zambesa claripalpis
Zambesa claripalpis är en tvåvingeart som beskrevs av Villeneuve 1926. Zambesa claripalpis ingår i släktet Zambesa och familjen parasitflugor. Inga underarter finns listade i Catalogue of Life.